# Орден «Шон-Шараф»
Орден Шон-шараф (узб. Şon-Şaraf ordeni – Орден Почета) – государственная награда Узбекистана для военных.

## История
Орден Шон-шараф был учреждён на основании Закона Республики Узбекистан № 116-1 от 30 августа 1995 года. В 2004 году в статут награды вносились изменения.

## Положение
1. Орденом «Шон-шараф» награждаются граждане Республики Узбекистан за самоотверженность и мужество, проявленные при защите Отечества, за большие заслуги в деле укрепления обороноспособности и национальной безопасности, повышения боеготовности вооруженных сил и обеспечения правопорядка в Узбекистане. В исключительных случаях орденом «Шон-шараф» могут награждаться и лица, не являющиеся гражданами Республики Узбекистан.
2. Орден «Шон-шараф» состоит из двух степеней. Высшей степенью ордена является I степень. Награждение производится, как правило, с интервалом не менее трех лет, последовательно: II степенью и I степенью.
3. Орденом «Шон-шараф» награждает Президент Республики Узбекистан. Указ о награждении орденом публикуется в печати и других средствах массовой информации. Награждение Президента Республики Узбекистан орденом «Шон-шараф» производится Олий Мажлисом Республики Узбекистан.
4. Награждение орденом «Шон-шараф» производится по представлению Кабинета Министров Республики Узбекистан, Министерства обороны Республики Узбекистан, Службы национальной безопасности Республики Узбекистан, Министерства внутренних дел Республики Узбекистан, Председателя Жокаргы Кенеса Республики Каракалпакстан, хокимов областей и города Ташкента.
5. Вручение ордена «Шон-шараф» и соответствующего документа о награждении производится в обстановке торжественности и широкой гласности Президентом Республики Узбекистан или от его имени Спикером Законодательной палаты Олий Мажлиса Республики Узбекистан, Председателем Сената Олий Мажлиса Республики Узбекистан, Премьер-министром Республики Узбекистан, Министром обороны Республики Узбекистан, Председателем Службы национальной безопасности Республики Узбекистан, Министром внутренних дел Республики Узбекистан, Председателем Жокаргы Кенеса Республики Каракалпакстан, хокимами областей и города Ташкента, другими уполномоченными на то лицами.
6. Лица, награждённые орденом «Шон-шараф» II степени, получают единовременное денежное вознаграждение в размере двадцатикратной минимальной заработной платы. Лица, награждённые орденом «Шон-шараф» I степени, получают единовременное денежное вознаграждение в размере сорокакратной минимальной заработной платы. Лица, награждённые орденом «Шон-шараф» II степени или II и I степеней, пользуются льготами, устанавливаемыми законодательством.
7. Орден «Шон-шараф» носится на левой стороне груди.
8. При посмертном награждении орденом «Шон-шараф» орден, документ о награждении и единовременное денежное вознаграждение вручаются семье награждённого.

## Описание
Орден «Шон-шараф» I степени изготавливается из серебра, покрытого золотом толщиной 0,25 микрона, II степени – из серебра без позолоты. 
Основание ордена имеет слегка выпуклую форму в виде восьмиконечной звезды с исходящими от центра лучами с округлыми окончаниями. Расстояние между противоположными концами восьмиконечной звезды 48 миллиметров.
В центре ордена изображены щит. покрытый эмалью изумрудного цвета, с серебристым окаймлением и мечи цвета основания ордена. Высота щита 20 миллиметров, ширина — 18 миллиметров. В центре щита полумесяц и восьмигранная звезда серебристого цвета, вписывающиеся в окружность диаметром 8 миллиметров. Внизу щита серебристая цифра «I» (для первой степени или «II» - для второй степени) высотой 3 миллиметра. Щит окаймлен ивовыми ветвями цвета основания ордена.
В левой и правой части ордена симметрично расположена вьющаяся лента эмалями в цветах Государственного флага Республики Узбекистан. В нижней части ордена под щитом на красно-рубиновом фоне надпись «SHON-SHARAF» и окаймление серебристого цвета. Высота букв надписи 3 миллиметра.
Оборотная сторона ордена имеет вогнутую форму. Внизу нанесен номер ордена шрифтом размером 1 миллиметр.
Орден при помощи ушка и кольца соединяется с пятиугольной колодкой, обтянутой шелковой лентой шириной 24 миллиметра с цветными полосами. 
Для первой степени ордена в центре ленты ярко-зеленая полоса шириной 5 миллиметров, затем две белые полосы шириной 1,5 миллиметра, две красные полосы шириной 4 миллиметра, две голубые полосы шириной 3 миллиметра. Края ленты завершаются красной окантовкой шириной 1 миллиметр.
Для второй степени ордена в центре ленты две ярко-зеленых полосы шириной 2 миллиметра разделённые белой полоской шириной 1 миллиметр, затем две белые полосы шириной 1,5 миллиметра, две красные полосы шириной 4 миллиметра, две голубые полосы шириной 3 миллиметра. Края ленты завершаются красной окантовкой шириной 1 миллиметр.
Высота колодки 48 миллиметров, ширина 46 миллиметров.
Крепление на булавке.